# Ivan Chouvalov
Ivan Ivanovitch Chouvalov (en russe : Иван Иванович Шувалов), né à Moscou le 1er novembre 1727 (12 novembre dans le calendrier grégorien) et mort le 15 novembre 1797 (26 novembre dans le calendrier grégorien) à Saint-Pétersbourg, fut un ministre de l'Éducation en Russie, un collectionneur d'art et mécène francophile.

## Biographie
Sous l'impulsion du comte Chouvalov furent créées, sous le règne de l'impératrice Élisabeth, Université d'État de Moscou et l'Académie impériale des beaux-arts de Russie. On le surnommait le « Mécène des Lumières russes  ». Protecteur de Mikhaïl Lomonossov, il entretint une correspondance avec Helvetius, d'Alembert, Diderot et Voltaire. Il fournit à ce dernier les matériaux nécessaires pour son Histoire de l'empire de Russie sous Pierre le Grand et aida à la publication de l'ouvrage en Russie.
Franc-maçon, il fut membre de la loge dirigée par le comte Roman Vorontsov à la fin des années 1750.

Il était le cousin du ministre de l'impératrice Élisabeth, le comte Pierre Ivanovitch Chouvalov et demeurait rue Sadovaïa dans son palais devenu plus tard la Maison aux quatre colonnades.

## Distinctions
- 1751 : Ordre de Saint-Alexandre Nevski
- Ordre de l'Aigle blanc
- Ordre de Saint-Stanislas
- 24 novembre 1782 : Ordre de Saint-Vladimir (1re classe)